# Поход Красной армии в Прибалтику и Беларусь (1918—1919)
Поход Красной армии в Прибалтику и Беларусь в 1918—1919 гг., или Западный поход Красной армии (в советской историографии — Освободительный поход) — наступление Красной Армии на западном стратегическом направлении с целью занятия территории Беларуси и Прибалтики и установления на их территории советской власти. Официальной целью похода провозглашалось недопущение перехода власти в руки мелкобуржуазных партий и так называемых «социал-соглашателей» (меньшевики, эсеры, Бунд). Был частью Гражданской войны в России. Включал наступление 7-й советской армии в Эстонии и Латвии и Западной армии в Беларуси и Литве.

Советским войскам противостояли: в Эстонии — эстонские войска, белогвардейцы и финские добровольцы; в Латвии — Прибалтийский ландесвер и немецкие железная и гвардейская дивизия; в Литве — Прусский добровольческий корпус Гофмана; в Беларуси — Польские отряды Самообороны и украинские гайдамаки и петлюровцы.
В части западной и современной прибалтийской историографии трактуется как Война за независимость Эстонии, Латвии, Литвы.
В советской историографии трактовался как «освободительный поход»:

«…В то время как цензовый элемент под завесой германских штыков свободно организовался на своей территории, распыленный по территории России пролетариат Эстонии, Латвии, Финляндии, Литвы, Беларуси и Польши стремился к тому же под защитой советской власти.

Советская Россия как первое в мире пролетарское государство оказывала поддержку рабоче-крестьянским массам окраин, желавшим создать на своей родине советские республики. Советская власть позволила сформировать в РСФСР советские национальные армии как для овладения территорией этих национальностей, так и для закрепления этих территорий за собой…»— Какурин Н. Е. Гражданская война. 1918–1921 / Н. Е. Какурин, И. И. Вацетис; Под ред. А. С. Бубнова и др. — СПб.: ООО «Издательство «Полигон», 2002. — 672 с., ил. — (Великие противостояния). Тираж 5100 экз. ISBN 5-89173-150-9.

## Военно-стратегическая ситуация
В феврале-марте 1918 г. Германия и её союзники (Австро-Венгрия, Болгария, Османская империя) перешли в наступление по всему фронту и захватили значительную территорию — территорию Эстонии, Восточной Латвии, Центральной Беларуси и большую часть Украины. 3 марта 1918 г. был подписан Брестский мир, по которому Советская Россия отказывалась в пользу Германии и Австро-Венгрии от Прибалтики и части Беларуси западнее линии Двинск-Пружаны. Советская Россия признавала независимость УНР.
После поражения в Первой мировой войне Германия была вынуждена отказаться от захваченных территорий. Отказ Германии от условий Брест-Литовского мира, наряду с Бухарестским миром с Румынией, был зафиксирован Компьенским перемирием (раздел B, п. XV) между Антантой и Германией 11 ноября 1918 года. Германская империя должна была вывести свои войска с оккупированных ими территорий Беларуси и Прибалтики к границам 1914 г.
Поражением Центральных держав и предстоящим выводом их войск решило воспользоваться большевистское правительство Ленина. 13 ноября ВЦИК РСФСР аннулировал Брестский мирный договор:

Всероссийский ЦИК сим торжественно заявляет, что условия мира с Германией, подписанные в Бресте 3 марта 1918 года, лишились силы и значения. Брест-Литовский договор (равно и Дополнительное соглашение, подписанное в Берлине 27 августа и ратифицированное ВЦИК 6 сентября 1918 г.) в целом и во всех пунктах объявляется уничтоженным. Все включенные в Брест-Литовский договор обязательства, касающиеся контрибуции или уступки территории и областей, объявляются недействительными…Трудящиеся массы России, Лифляндии, Эстляндии, Польши, Литвы…, освобождённые Германской революцией от гнета грабительского договора, продиктованного германской военщиной, призваны сами решать свою судьбу— Документы внешней политики СССР. ТОМ І, с. 565
В ноябре советские правительство отдало приказ о выдвижении войск РККА на территорию Украины, Беларуси и Прибалтики вслед за отходившими германскими войсками с целью установления там советской власти.

## Противник
Противниками Советской России оказались недавно провозглашённые так называемые «буржуазные» республики: Эстония, Латвия, Литва, Польша, а также УНР. Их поддерживал Британский флот и белогвардейский Северный корпус
Эстонская армия на январь 1919 года насчитывала в общей сложности 13 000 человек, на фронте было 5 700 человек, по другим данным 4 450 человек.
Латвийская армия была малочисленной: 20 декабря в Риге создаётся Студенческая рота (216 человек), а на 3 января 1919 г. латвийские войска — 4 роты насчитывали 436 человек. 5 января в Елгаве был создан Латышский отдельный батальон.
Литовская армия на декабрь 1918 года составляла чуть более 230 человек, а после мобилизации офицеров объявленной 25 января около 400 человек.
Польские Отряды самообороны в общей сложности насчитывали более 3 000 человек.

## Позиция Германии
11 ноября 1918 главнокомандующий Восточным фронтом фон Кирхбах отдал приказ о частичной эвакуации германских войск, и 28 ноября Военное министерство Восточного фронта издало приказ oб эвакуации германских войск с территорий Финляндии, Эстонии, Латвии, Беларуси, Украины, Крыма, Грузии. Одновременно в приказе германского верховного командования от 16 ноября говорилось:

«…быстрое оставление всех восточных областей… противоречит национальным и хозяйственным интересам Германии…»— Всемирная история, М., 1961. Т. 4, С. 127
 Их пребывание в Прибалтике предусматривалось: во-первых Компьеньским перемирием(это предусматривола 12 статья документа), а во-вторых Версальским мирным договором, пока Антанта будет считать это необходимым. Германские войска, осуществляя отход, одновременно стали оказывать содействие правительствам Прибалтийских республик в создании их армий, а польским войскам дали возможность занять Брест-Литовск. Германские войска окончательно не отступили за границы 1914 года, а остались в Западной Беларуси и Прибалтике (в Ковно-Гродненском и Либавском районах).

## Подготовка операции
Советское командование решило продвигаться непосредственно вслед за отходящими германскими войсками и занимать очищаемые ими районы. В освобождаемых от германских оккупационных войск районах устанавливалась советская власть. В телеграмме от 29 ноября 1918 г. В. И. Ленин дал главнокомандующему И. Вацетису указание:

«…С продвижением наших войск на запад и на Украину создаются областные временные советские правительства, призывающие укреплять Советы на местах. Это обстоятельство имеет хорошую сторону, что лишает возможности шовинистов Украины, Литвы, Латвии, Эстляндии рассматривать движение наших частей как оккупацию и создаёт способствующую атмосферу для продвижения наших войск. Без этого обстоятельства наши войска были бы поставлены в оккупированных областях в невозможное положение, а население не встречало бы нас как освободителей.

Ввиду этого просим дать командному составу соответствующих воинских частей указание о том, чтобы наши войска всячески поддерживали советские правительства…»— Ленін У. І. Творы. Т. 28. С. 207
Красная армия (7-я и Западная армии) в общей сложности насчитывала более 15,1 тыс. штыков, более 600 сабель, около 76 орудий и 489 пулемётов; по другим данным — 17 313 штыков, 661 сабель, около 66 орудий, 285 пулемётов: 7-я армия (2-я Новгородская стрелковая дивизия, 6-я и 10-я стрелковые дивизии; всего свыше 7, 5 тысяч штыков, около 400 сабель, 58 орудий и 285 пулемётов); Западная армия (17-я, Псковская и Западная стрелковые дивизии; всего более 7, 6 тысяч штыков, более 200 сабель, 204 пулемёта, 18 орудий; по другим данным 17-я и Псковская дивизия, всего 9713 штыков, 261 сабля, 8 орудий). В оперативное подчинение 7-й армии передавалась часть Балтийского флота, усиленная Юрьевским полком, 1-м и 6-м стрелковыми полками, несколькими кавалерийскими эскадронами и батальоном Латышской стрелковой дивизии.

## Ход операции

### 1 этап (ноябрь-декабрь 1918 года)
В ночь на 17 ноября 1918 г. войска Западной армии и 2-я пограничная дивизия перешла демаркационную линию и начала продвигаться вслед за эвакуировавшимися германскими войсками. Войска левого боевого участка (11-я Новгородская пехотная дивизия и часть 22-й стрелковой дивизии) 9 армии, при поддержке восставших рабочих, которые разгромили штаб белогвардейского Северного корпуса, 25 ноября освободили Псков. При освобождении города особо отличились войска под командованием комиссара Яна Фабрициуса.
Занятие Эстонии было возложено на красные эстонские войска и главный удар наносился в Нарвском направлении. Красным эстонским частям должны были помогать войска 7-й красной армии и Красный Флот.
Наступление Красной армии застало независимую Эстонию в очень тяжёлых условиях: государственный аппарат и армия Эстонской Республики находились лишь в начальной стадии становления, а армия испытывала недостаток в оружии и боеприпасах. Тяжелым было продовольственное положение. Большая часть жителей не поддерживала большевиков, но вера в сохранение суверенитета была слаба. Население не верило, что Эстония сможет противостоять наступлениям Красной армии .
В районе Нарвы было сконцентрировало до 4 тыс. немецких войск, 24 орудия, 12 миномётов, 68 пулемётов и 1 бронепоезд. Они вместе с отрядом эстонцев, численностью до 1 тыс. человек, заняли инженерно оборудованную оборонительную линию. 28 ноября войска правого боевого участка (6-я сд и 2-й Феллинский коммунистический эстонский стрелковый полк) 7-й армии перешли в наступление, и нанеся удары с разных сторон, при поддержке Балтийского флота выбили противника из города. На следующий день была создана Эстляндская трудовая коммуна.
Далее наступление советских войск развернулось на 3 направлениях:

1) из Нарвы — Везенберг — Ревель

2) со стороны Пскова на Верро-Юрьев

3) от Верро на Валк-Пернов.
На таллинском направлении Красная армия 16 декабря заняла Кунда, Раквере, а 26 — Тапа. 24 декабря 49 красный латышский стрелковый полк взял Юрьев (совр. Тарту). К началу января 1919 г. части 7-й армии находились в 30-35 километрах от Ревеля (свр. Таллина). Части 7 армии, наступавшие южнее Таллина, подходили к Пернову (совр. Пярну) и Феллину (совр. Вильянди). 
Эстонское правительство, при помощи остатков немецкой армии, русских белогвардейцев и финских войск быстро создало крупную силу, сломить которую не удалось. Эстонцы удачно действовали по внутренним операционным линиям, опираясь на две сквозные железнодорожные магистрали, идущие от Ревеля, и широко пользовались бронепоездами.
Части левого участка 7 армии, после освобождения Пскова, развивали наступление на валксом направлении. 9 декабря войсками Красной армии был занят Даугавпилс, 10-го Алуксне и Гулбене.

Части латышских красных стрелков наступали на 3 направлениях:

1) Псков — Валка — Рига

2) Режица — Крустпилс — Митава

3) Дрисса — Поневеж — Шавли
К 10 декабря 1918 г. советские войска вышли в Латвии на рубеж Крустпилс-Даугавпилс.
18 декабря была занята Валка и началось продвижение к Риге: 22 была занята Валмиера, 23 — Цесис. Положение правительства Латвии ухудшалось. 29 декабря вспыхнул бунт двух рот ополчения, сформированных правительством Ульманиса. Они отказались воевать с соотечественниками (красными латышскими стрелками), наступающими на Ригу. Бунт был подавлен на следующий день благодаря ландесверу. В связи с этим 30 декабря была взята Сигулда. 31 декабря части Латышской стрелковой дивизии столкнулись с частями латышско-немецко-русского ландесвера, на подступах к Риге, а именно у Инчукалнса, также там были части Железной бригады. 3 января в Риге вспыхнуло восстание рабочих. К концу дня город был взят. Туда вступили 1-й, 4-й и 6-й стрелковые полки. Через несколько дней была взята Митава. В середине января 1919 г. началось движение в Курляндию на широком фронте Виндава — Либава.
Латвийское правительство Ульманиса оказалось и в критическом положении. У него еще не было сил защищать страну, и оно было вынуждено бежать из Риги в Либаву и согласиться на дальнейшее пребывание в стране германских войск. Фронт в Курляндии держал VI резервный корпус генерала фон дер Гольца: на левом крыле располагалась Прибалтийский ландесвер, а на правом — Железная дивизия, подкрепленная в районе Тельшяй и Плунгена отрядом Шлентера.
Наступление на белорусском направлении началось сразу за отступлением германских войск. Задачей ставилось занятие Беларуси и дальнейшее продвижение в сторону Варшавы до реки Западный Буг.
Наступление в Беларуси вела Западная армия (17-я и Псковская дивизия). Её продвижение не встречало никакого сопротивления.. 21 ноября 1918 г. частями Псковской дивизии был занят Полоцк, 22 — Дрисса. 22 части 17-й дивизии заняли Рогачёв, 24 — Жлобин, 28 — Бобруйск.
 В начале декабря 1918 Главное командование усилило Западную армию Западной дивизией, что усилило возможности её действий. 3 декабря части Западной дивизии заняли Борисов, 8 — Слуцк, 9 — Игумен. Рада БНР не создала отрядов для защиты Минска, а поляки, несмотря на создание Самообороны Минской земли, также не имели сил для его обороны. Поэтому части Западной дивизии вступили 10 декабря в Минск.
К 10 декабря 1918 года советские войска вышли на линию Двинск — Минск — Слуцк — Шацылка — Руденец, заняв почти половину территории Беларуси, а именно: Псковская дивизия достигла района Якабштадта — Двинска, 17 дивизия — района Вилейки и Минска. 14 декабря части Западной дивизии заняли Вилейку, 18 — Молодечно, 27 — Новогрудок.
К 12 декабря части Красной армии численностью 18-20 тысяч человек подошли к территории Литвы. Части Псковской дивизии и 5-й Виленский стрелковый полк начали наступление в Виленском и Паневежском направлениях.
22 декабря были заняты Свентяны, 23 — Утена, 27 — Рокишкис.

### 2 этап (январь 1919 года)
Немецкое верховное командование поручило задачу обеспечения Восточной Пруссии Северному командованию (нем. Oberkomando GrenzschutzNord), созданному на месте ранее ликвидированного Обер-Оста, которое перешло к генералу фон Квасту, с начальником штаба генералом фон Сектом. Удержание фронта в Курляндии было поручено командованию VI резервного корпуса, который принял на себя генерал Рюдигер фон дер Гольц. Он получил в свое распоряжение уже находившиеся на месте войска (Прибалтийский ландесвер и Железную дивизию) и прибывшую из Германии 1-ю резервную гвардейскую дивизию.
Советские войска стали встречать всё более усиливающееся сопротивление. Британские десанты высадились в Ревеле, Усть-Двинске и Либаве. Вместе с тем ухудшалось общее положение советских войск в Прибалтике — в Латвии продвижение было глубоким, в то же время фронт оказался растянутым, но Красная армия стала терпеть поражения на флангах — в Эстонии и Литве.
Правительство Эстонии решило оказать сопротивление наступлению большевиков, но во многом надеялась на помощь западных государств (то есть союзников России в Первой мировой войне) и Финляндии. Эти надежды были оправданы: в декабре 1918 года на помощь Эстонии прибыл военный флот Великобритании; Финляндия послала оружие, а в январе 1919 года оттуда прибыли около 4000 добровольцев. Эстонское правительство также провело мобилизацию и формирование новых частей. 23 декабря главнокомандующим был назначен полковник Йохан Лайдонер, решивший перейти в контрнаступление .
7 января 1919 года эстонские войска, при поддержке сил Антанты, финских и шведских добровольцев и русских белогвардейцев силами свыше 5 тысяч штыков и сабель перешли в наступление на фронте от Финского залива до Пайде. 14 января они заняли Тарту. Финская добровольческая бригада морских пехотинцев высадилась в тылу 6-й советской дивизии, а затем 1-я эстонская дивизия 18 января взяла Нарву, по другим данным 19 января.
В результате контрнаступления почти вся территория Эстонии была освобождена от войск Красной армии. Фронт стабилизировался по реке Нарве. Поражение в Эстонии вынудило командование РККА выделить против эстонских войск 3 латышских стрелковых полка. 16 февраля 7-я армия РККА начала новое наступление в Эстонии и взяла Сетомаа.
Советские войска так называемой Армии Советской Латвии, созданной 4 января 1919 года, развивая наступление, к 30 января заняли почти всю территорию Латвии, кроме района Лиепаи и Айзпуте. В Латвии была установлена советская власть.
После занятия Свентян и Ново-Александровска Красная армия 2 января начала наступление на Вильно. Бои за город начались 4 января 1919 года, когда части Псковской дивизии и 5-го Виленского полка столкнулись с польскими отрядами самообороны под командованием генерала Владислава Вейтки. После двухдневных боёв 6 января Красная армия взяла Вильно. Затем части РККА заняли 9 января Вилькомир, 15 января — Шяуляй, 25-го — Тельшяй. В Шяуляйском районе из местного просоветского населения (пришедшего к власти до прихода красных) был создан Жемайтийский пехотный полк численностью до тысячи солдат.
В Западной Беларуси 6 января Красная армия заняла Барановичи, 10 — Лиду. В белорусском Полесье после боёв с войсками УНР 9 января был взят Лунинец. 12 января германское командование передало Красной армии Речицу, а 14-го — Гомель. 25 января после боя с украинскими войсками был взят Пинск.

### 3 этап (февраль 1919 года)
Эвакуация германской армии с территорий Прибалтики, Беларуси и Украины происходила планомерно, по-немецки аккуратно. С середины ноября 1918 до 10 февраля 1919 года немецкому правительству удалось эвакуировать 11 армейских корпусов со всем вооружением и снаряжением. В то же время, с согласия держав-победительниц, оно замедлило эвакуацию своих войск из Литвы и Латвии, прикрывавших самую восточную провинцию страны — Восточную Пруссию. Поэтому немцы особенно долго удерживали Либаву, Ковно и Гродно.
К концу января ситуация на Либавско-Виндавском фронте стала меняться: 29 января отдельный батальон правительства К. Ульманиса перешёл в наступление против красных и занял Скрунду. 9 февраля в Либаву прибыл корабль с оружием для войск Ульманиса. В феврале немецкие добровольческие, латышские и белогвардейские части (ландесвер, германская железная и гвардейская резервная дивизии) под командованием Рюдигера фон дер Гольца перешли в наступление и заняли Виндаву и Кулдигу.
3 марта 1-я гвардейская резервная дивизия после упорного боя овладела Тиркшляй, разгромив 39-й полк интернациональной дивизии (его остатки отошли в Шавлям). В это же время Железная дивизия заняла Пампален (совр. Пампали), а латышский батальон — Нойхоф (Сауле?). 5 марта немцы захватили Мажейкяй, а 7 марта их бронепоезд достиг Куршан.

Все-таки необходимо отметить, что, невзирая на столь тяжелую боевую обстановку, на фронте Советской Литвы боевые успехи действовавших там незначительных частей были довольно значительные: красные войска уже заняли Вильну и правый берег Немана. В дальнейшем они готовились к продолжению действий по выполнению главной части основной директивы от 12 января 1919 г. № 649/а, а именно — к занятию среднего Немана (Ковна — Гродна включительно.)…»— Какурин Н. Е. Гражданская война. 1918—1921
.
3 февраля Литовская (бывшая Псковская) дивизия получила приказ выйти на рубеж Немана по линии Юрбург — Ковно — Прены — Олита. Одновременно в тылу противника намечалось вооружённое восстание в ночь с 8 на 9 февраля с лозунгом об изгнании немцев из Литвы и разгрома Тарибы. Начало восстания должно было стать сигналом для Литовской дивизии к маршу в заданных направлениях с задачей немедленной и решительной поддержки восставших. 7 февраля части дивизии частично выдвинулись вперед в сторону Кейдан, но уже 8 февраля её правое крыло потерпело поражение от немцев. Объявленное восстание так и не вспыхнуло — немцы взяли ситуацию в Ковно под свой контроль.
9-11 февраля разгорелись бои за Езно с подразделениями литовской Тарибы, которые были оттеснены к Пренам. На южном участке наступления 12-13 февраля 2-я бригада Литовской дивизии продвинулась к реке Неман, и 13 февраля её полк после небольшого боя захватил Олиту и Мереч, выбив оттуда немецко-литовские подразделения.
13 февраля немецко-литовские войска атаковали Езно и выбили части советской Литовской дивизии. 15 февраля прибывшие немецкие резервы (четыре батальона) при поддержке бронепоезда отбили Олиту. Заняв Олиту, немцы преследовали противника и к 19 февраля вышли на участок Кошедары — Олита. Противоборствующие стороны установили новую линию разграничения. Попытка РККА взять Ковно не удалась.
Поскольку немецкие войска еще оставались в северной и западной частях Гродненской губернии (район Гродно — Белосток), перекрывая здесь польским войскам путь на восток, польские военные власти стремились поскорее договориться с местным немецким командованием об окончательной эвакуации немецких войск и пропуске польских войск. Однако немецкое командование согласовывало условия соглашения со своим правительством. Весь январь 1919 года шли переговоры. Наконец, 5 февраля в Белостоке было подписано польско-германское военно-политическое соглашение. Основной его темой стали условия окончательного вывода немецких войск из Украины и Беларуси. Соглашение предусматривало передачу немецкими войсками территории Гродненской губернии польским войскам.
В феврале 1919 года началось выдвижение польских войск в Беларусь и Литву через еще контролируемую немецкими военными властями территорию. В Гродно к тому времени находился 1-й Белорусский пехотный полк, подчинённый Раде БНР.
В конце февраля поляки перешли к наступательным действиям. 24 февраля отряд майора Домбровского выбил красных из Бытеня. 26 февраля поляки заняли станцию Рожанка. 2 марта части польской так называемой Литовско-Белорусской дивизии выбили 4-й Варшавский полк Западной дивизии из Слонима. Выйдя на рубеж реки Щары, польские войска в соответствии с приказом Верховного главнокомандования остановились.
К началу марта продвижение Красной армии закончилось. Советское командование констатировало: «…на Западном фронте были сделаны нами наибольшие достижения в Латвии и в Привислянском направлении…». Остановка наступления объяснялась недостатком сил:

«…Надо иметь в виду, что март явился для РСФСР началом крайнего напряжения всех её живых и материальных сил, отданных ею для двух главных театров — Восточного и Южного. Как на том, так и на другом начались решительные бои, почему Главное командование было стеснено в уделении дальнейших сил и средств на усиление Западного фронта.— Какурин Н. Е. Гражданская война. 1918—1921
.
К марту фронт стал проходить по линии Верро — Валк — Гейнаш — Двинск — Виндава — река Вента — Тельши — Шавли, а далее Поневеж — Слоним — Картузская Берёза — железнодорожная станция Иваново (западнее Пинска) — Сарны — Овруч.

## Образование советских республик
В результате наступления советских войск была занята почти вся территория Беларуси и значительная часть Прибалтики. Советская Россия создавала на занятых территориях новые советские республики и передавала им часть своих войск.
1. Эстляндская трудовая коммуна — 29 ноября 1918 г.
2. Литовская Советская Республика — 16 декабря 1918 г.
3. Латвийская Социалистическая Советская Республика — 17 декабря 1918 г. Декретом от 22 декабря СНК РСФСР признал независимость Советской Латвии[1].
4. Советская Социалистическая Республика Беларусь — 1 января 1919 г.[1]

Таким образом все эти государства (ЭТК, ЛССР, ЛСР и ССРБ) автоматически становились союзниками Советской России.

## Результаты
9—14 февраля 1919 года немецкие войска пропустили польские части на линию р. Неман (до Скиделя) — р. Зельвянка — р. Ружанка — Пружаны — Кобрин. Вскоре туда с другой стороны подошли части Западного фронта Красной Армии. Таким образом, образовался польско-советский фронт на территории Литвы и Беларуси. Началась Советско-польская война. 19 февраля 1919 директивой главнокомандующего от 12 февраля был образован Западный фронт.